# Eresburg
Die Eresburg (heute im Gebiet von Obermarsberg, Stadtteil von Marsberg im Hochsauerlandkreis) ist die größte bekannte (alt)sächsische Volksburg. Die Höhenburg lag bei 390 m ü. NN auf einem Tafelberg, dem Eresberg, zwischen 130 und 150 m über der Diemel, einem Zufluss zur Weser, im äußersten Süden des sächsischen Gaues Engern an der Grenze zum Herzogtum Franken. 

## Geschichte

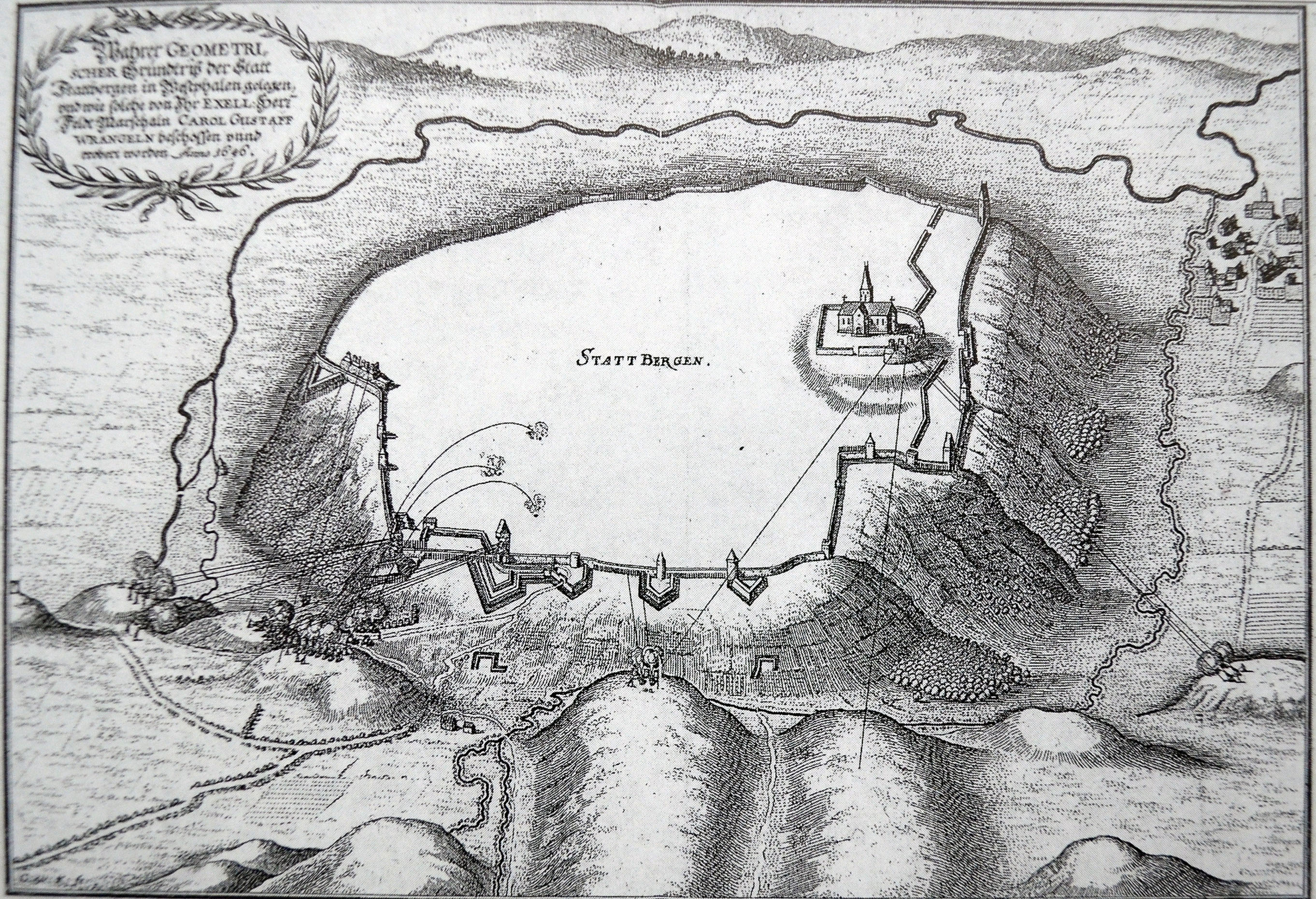
1646, Skizze der Beschießung der Festung

Auf dem Berg fanden sich Spuren, die darauf hindeuten, dass sich hier schon zu vorgeschichtlicher Zeit Menschen aufgehalten haben, so zum Beispiel Keramikreste aus der Michelsberger Kultur. Ausgrabungen in der Nähe der heutigen Stiftskirche ergaben auch Hinweise auf Gräben, Wälle und Pfosten. Die Radiokohlenstoffdatierung deutet auf deren Ursprung in der vorrömischen Eisenzeit hin: Danach stammt das Holz der Pfosten von Bäumen, die zwischen 420 und 370 v. Chr. zu datieren sind.
Die ältere Forschung hat die Eresburg als Grenzburg der Cherusker und Festung des Segestes betrachtet, wo dieser seine Tochter Thusnelda gefangen gehalten haben soll. Belege dazu gibt es nicht.
Der Berg war bedingt durch seine günstige Grenzlage immer wieder hart umkämpft und wurde im Zuge der Sachsenkriege im Jahre 772 von dem Frankenkönig Karl dem Großen erobert. Karl der Große ließ die hier oder in der Nähe befindliche Irminsul zerstören, beauftragte den Fuldaer Abt Sturmius 779 mit der Missionstätigkeit in diesem Raum und wies ihm diesen Ort zu. Bereits 784/785 überwinterte Karl der Große auf der Eresburg und ließ (eventuell an der Stelle des ehemaligen sächsischen Heiligtums) eine Kirche errichten. Papst Leo III. soll im Jahre 799 auf seinem Weg nach Paderborn auf der Eresburg gewesen sein. Bei der Eresburg fand 915 eine blutige Fehde zwischen dem sächsischen Herzog Heinrich und dem ostfränkischen König Konrad statt. An der Schlacht soll auch der Paderborner Bischof Theoderich kämpfend beteiligt gewesen sein.
Im Juli 938 belagerte ein Heer Ottos I. die Eresburg (urkundlich Heresburg), weil sich dort der Aufständische Thankmar, der ältere Halbbruder des Königs, verschanzt hatte. Am 28. Juli öffnete die Burgbesatzung aus Furcht vor der Stärke des Gegners freiwillig die Burgtore, ohne allerdings einer anschließenden Plünderung zu entgehen. Thankmar floh in die durch Papst Leo geweihte Peterskirche und ergab sich, indem er sein Schwert auf dem Altar ablegte. Dennoch wurde er angegriffen und hinterrücks von Maincia, einem Dienstmann seines anderen Halbbruders Heinrich, erstochen. König Otto bedauerte das Geschehen, ließ es aber ungesühnt. Die Gefolgsleute Thankmars wurden zum Galgen verurteilt. Am Ort des Geschehens – der Stiftskirche des ehemaligen Klosters Obermarsberg – erinnert noch heute ein gekrönter Kopf an einem Pfeiler an den Vorfall.

## Eresburg als Standort der Irminsul
Bei der Eresburg befand sich möglicherweise die Irminsul, eines der höchsten Heiligtümer der Sachsen. Die Formulierungen in den Annales regni Francorum (Fränkische Reichsannalen) zum Jahr 772 legen nahe, dass sich die Irminsul entweder auf der Eresburg oder in deren Nähe befunden haben könnte. Die Annales Petaviani schreiben: „Er eroberte die Eresburg und gelangte an den Ort, der Ermensul heißt, und setzte diese Orte in Brand.“ Zum einen eroberte Karl also die Eresburg und zum anderen „pervenit ad locum, qui dicitur Ermensul“, d. h., gelangte er an den Ort, der Irminsul genannt wird. Den Ort der Eresburg hat der Verfasser als „Erisburgo“ bezeichnet, also nicht Ermensula. Der dritte Teil des Satzes besagt „et succendit ea loca“, d. h., er setzte „diese Orte“ (Plural) in Brand. Karl zog also von der Eresburg weiter.
Laut anderer Quellen lagerte Karl am Bullerborn, einer intermittierenden Quelle bei Altenbeken, bevor er an den darauffolgenden Tagen das Irminsul-Heiligtum eroberte und zerstörte.
Die Frage nach dem Standort der Irminsul ist aber möglicherweise irreführend, da es mehrere gegeben haben könnte.